# جينيفيف برويليت
جينيفيف برويليت (بالإنجليزية: Geneviève Brouillette)‏ (من مواليد 23 أغسطس 1969 في سان هياسنت، كندا) هي ممثلة تلفزيونية وسينمائية فرنسية كندية.

## روابط خارجية
- جينيفيف برويليت على موقع IMDb (الإنجليزية)
- جينيفيف برويليت على موقع ألو سيني (الفرنسية)
- جينيفيف برويليت على موقع أول موفي (الإنجليزية)
- جينيفيف برويليت على موقع قاعدة بيانات الفيلم (الإنجليزية)
- جينيفيف برويليت على موقع كينوبويسك (الروسية)